# Turks hooibeestje
Het Turks hooibeestje (Coenonympha leander) is een vlinder uit de onderfamilie Satyrinae van de familie Nymphalidae (aurelia's). De wetenschappelijke naam is voor het eerst geldig gepubliceerd in 1784 door Eugen Johann Christoph Esper.
De soort komt voor in Europa.